# DQN
DQN（ドキュン）とは、日本語の文脈で「粗暴」「非常識」「軽率」「反社会的」「低脳」な者、またはそのように見える風貌の者へ使われるインターネットスラング・蔑称の一つである。

## 概要
1994年から2002年までテレビ朝日で放送されていた番組『目撃!ドキュン』を由来とする日本語におけるインターネットスラングで、軽率そうな者、実際に軽率である者、粗暴そうな風貌をしている者、実際に粗暴な者、非常識で知能が乏しい者を指す時に用いる。2010年時点の調査ですでに高い認知度があり一般化が認められる。。目撃!ドキュンの内容は、離婚などで生き別れの親子が対面などというものであった。そのため「16歳でできちゃった結婚して子供が生まれて、20歳になったら離婚して、40歳になったら目撃ドキュンに出ている人たち」という意味で2ちゃんねるを中心にDQNと呼ぶようになったとされる。

## 法的な観点
「航空旅客の手荷物運搬や宅配業務及び労働者派遣などを行う会社の代理人である弁護士」に対して、「DQN」がその他の表現と並んで「いずれも侮蔑的な表現を使って原告を誹謗中傷する内容であると認められ、原告の社会的地位を低下させるものであると認められる」（東京地裁平成15年（2003年）9月17日判決、控訴審東京高判平成16年(2004年)1月29日も結論を維持）と判示され、初めて司法の場によって「DQN」が侮蔑語として認められたことが示されている。
プロバイダ責任制限法の関連の情報を伝えるプロバイダ責任制限法ガイドライン等検討協議会が、2007年2月に策定（2011年9月改訂）した「発信者情報開示関係ガイドライン」の中で「DQN」が「馬鹿息子」「無能恫喝社長」といった言葉と共に「名誉毀損、プライバシー侵害」の項目の例に記載された。
ガイドラインや判決により、今後は匿名掲示板において「DQN」の言葉を用いると、書き込んだ者のリモートホストや氏名などの個人情報が開示される危険性があると、ニュースサイトなどのメディアで報道されたものの、テレコムサービス協会倫理委員会の桑子博行委員長は、「（このガイドラインは）これまでの判例で明白になったことと、それについて対応する手順を明確にしたもの。」とし、プロバイダなどに強制するものではないので、即座に「DQN」と書き込んで実名開示になるということではないと強調した。

## 報道や作品等での使用
増水する川の付近でBBQをするような非常識な人々に用いられる。玄倉川水難事故と似たような事件が何度も起きている。
2016年1月、産経新聞が記事の見出しで「成人式DQN」の語を用いた（その翌年の2017年にも同様に「成人式DQN」の語を使用）。
2022年にお笑いコンビ「三四郎」が「三四郎のオールナイトニッポンZERO」にゲスト出演した、解散発表しているお笑いコンビ「ピスタチオ」伊地知大樹がDQNであったと明かした。
朝日新聞社が2020年に絵を描く悦び・楽しさに目覚めたDQNが美大を目指すスポ根受験マンガとして「ブルーピリオド」を紹介。
週刊女性は、交通事故・飲酒運転が相次いでいる電動キックボードに「DQNの乗り物」状態になっていると報道している。ヘルメット義務化にすれば衰退するとし、義務化を要求している。
管理教育やブラック校則問題が相次いでいる私立の中高一貫校を志す中学受験は「DQNの選抜試験」になっていると指摘されている。

## 同綴異義語
2015年2月26日に新たに公表されたグーグルの画期的な人工知能が「DQN」と命名され、日本では話題を呼んだ。なお、人工知能「DQN」の開発者の一人であるデミス・ハサビスは日本で使われている「DQN」という言葉を知っている模様であった。